# Стандиш (Мичиган)
Стандиш (англ. Standish) — город в штате Мичиган, США. На 2020 год его население составило 1 458 человек. Является окружным центром округа Аренак.

## География
По данным Бюро переписи населения США, город имеет общую площадь 2,15 квадратных миль (5,57 км2), вся суша. Стэндиш расположен примерно в 5,2 милях от залива Сагино.

## История
Город был основан Джоном Д. Стэндишем в 1871 году, которому принадлежала вся земля в окрестностях. До того, был официально зарегистрирован, Стэндиш продал часть своей земли в этом районе. Первоначально город назывался Грантон Джон Стэндиш владел первым предприятием города — лесопилкой, позже он изменил название города обратно на Стэндиш. Железная дорога Джексона и Лансинга добралась до общины в 1871 году. Первый отель был построен в Стэндише в 1871 году и назван Стэндиш Хаус шерифом округа Бэй. Отель сменил нескольких владельцев, прежде чем сгорел дотла в марте 1902 года. В 1888 году местными фермерами в этом районе было построено железнодорожное депо, каждый из них привозил свои материалы, чтобы помочь в строительстве. В 1898 году открылся Государственный банк Стэндиша (ныне Citizens Bank). Стэндиш был зарегистрирован как деревня в 1893 году с Джеймсом Остином в качестве ее президента, а позже, в 1903 году, как город, первым мэром которого был мистер Х. Рэндалл. В 1907 году у Стэндиша появился свой первый автомобильный дилерский центр — Buick дилерский центр. К 1912 году в городе появилось первое коммерческое электрическое освещение для домов и предприятий, причем питание было доступно с 7 утра до полуночи. К 1926 году город получал электроэнергию круглосуточно, поставляемую Северной энергетической компанией. В 1918 году была построена первая гравийная дорога между Пинконнингом и Стэндишем, которая до этого была рыхлой грунтовой дорогой. В том же 1920 году, когда вступил в силу запрет на алкоголь, шериф конфисковал три нелегальных самогонных аппарата и произвел местные аресты. К 1938 году население Стэндиша составляло 913 человек. Город получил право собственности на кладбище Вудмер в 1940 году. 22 сентября 1970 года была принята хартия города Стэндиш, делающая Стэндиш городом самоуправления.

## Демография

### Перепись 2010 года
По данным переписи 2010 года, в городе проживало 1509 человек, 619 домохозяйств и 353 семьи. Плотность населения составляла 701,9 жителей на квадратную милю (271,0/км²). Насчитывалось 682 единицы жилья со средней плотностью 317,2 на квадратную милю (122,5/км²). Расовый состав населения: 95,3 % белых, 0,5 % афроамериканцев, 1,5 % коренных американцев, 0,4 % азиатов, 0,7 % приходится на другие расы и 1,6 % приходится на две или более других рас. Испаноязычные или латиноамериканцы любой расы составляли 2,6 % от популяции.
Насчитывалось 619 домохозяйств, из которых в 30,2 % воспитывались дети в возрасте до 18 лет, проживающие с ними, 36,7 % представляли собой совместно проживающие супружеские пары, в 14,7 % домохозяйств женщины проживали без мужей, в 5,7 % домохозяйств мужчины проживали без жен и в 43,0 % домохозяйств семей не было. 36,7 % всех домохозяйств состояли из одного человека, а в 16,3 % проживали одинокие люди в возрасте 65 лет и старше. Средний размер домашнего хозяйства составил 2,27 человека, а средний размер семьи — 2,96 человека.
Средний возраст в городе составлял 40 лет. 23,6 % жителей были младше 18 лет; 8,7 % — в возрасте от 18 до 24 лет; 24,2 % — от 25 до 44; 25,7 % — от 45 до 64; и 17,8 % — в возрасте 65 лет и старше. Гендерный состав населения города составлял 48,1 % мужчин и 51,9 % женщин.

### Перепись 2000 года
По данным переписи населения 2000 года, в городе проживало 1581 человек, 619 домохозяйств и 362 семьи. Плотность населения составляла 738,1 жителя на квадратную милю (285,0/км²). Насчитывалось 672 единицы жилья со средней плотностью 313,7 на квадратную милю (121,1/км²). Расовый состав населения: 96,52 % белых, 0,25 % афроамериканцев, 0,63 % коренных американцев, 0,89 % азиатов, 0,82 % приходится на другие расы и 0,89 % приходится на две или более других рас. Испаноязычные или латиноамериканцы любой расы составляли 2,02 % от популяции тауншипа.
Насчитывалось 619 домохозяйств, из которых в 32,1 % воспитывались дети в возрасте до 18 лет, проживающие с ними, 39,4 % представляли собой совместно проживающие супружеские пары, в 14,2 % домохозяйств женщины проживали без мужей, и 41,4 % не имели семей. 37,5 % всех домохозяйств состояли из одного человека, а в 20,2 % проживали одинокие люди в возрасте 65 лет и старше. Средний размер домохозяйства - 2,36, а семьи — 3,08 человека.
Население города было распределено: 26,2 % младше 18 лет, 9,2 % от 18 до 24, 27,5 % от 25 до 44, 19,0 % от 45 до 64 и 18,2 % в возрасте 65 лет и старше. Средний возраст составил 37 лет. На каждые 100 женщин приходилось 82,6 мужчин. На каждые 100 женщин в возрасте 18 лет и старше приходилось 78,4 мужчин.
Средний доход домохозяйства в городе составлял 22 212 долларов, а средний доход семьи — 31 719 долларов. Средний доход мужчин составлял 28 523 доллара против 20 333 долларов у женщин. Доход на душу населения в городе составлял 13 608 долларов. Около 16,4 % семей и 19,1 % всего населения находились за чертой бедности, в том числе 18,5 % из них младше 18 и 14,7 % в возрасте 65 лет и старше.

## Образование
Город Стэндиш находится в округе общественных школ Стэндиш-Стерлинг. Существует одна начальная школа: Standish-Sterling Elementary, расположенная в Стерлинге.
Средняя школа Стэндиш-Стерлинг работает в бывшей средней школе Стэндиш-Стерлинг. Новая средняя школа, Standish-Sterling Central High School, открылась в 2001 году.

## Транспорт
Indian Trails обеспечивает ежедневное междугороднее автобусное сообщение между Сент-Игнасом и Бэй-Сити, штат Мичиган.

## Достопримечательности
Казино Saganing Eagles Landing расположено к югу от города в районе Уайт-Бич. Историческое хранилище Стандиша и Приветственный центр

## Исправительные учреждения
В Стандише находится государственное исправительное учреждение строгого режима Стандиш, которое действовало с 1990 по 2009 год. В конце 2009 года это учреждение ненадолго рассматривалось в качестве потенциального места для размещения в Соединенных Штатах более 220 заключенных, подлежащих переселению из лагеря содержания в Гуантанамо-Бей, хотя соседи и местные жители выражали обеспокоенность и возражения. В то время государственные чиновники Мичигана, включая обоих сенаторов (Карла Левина и [Стейбноу, Дебби|Дебби Стабеноу]) и [Грэнхолм, Дженнифер|губернатора Дженнифер Гранхолм], также возражали против этой идеи в то время.